# Hogna alexandria
Hogna alexandria là một loài nhện trong họ Lycosidae.
Loài này thuộc chi Hogna. Hogna alexandria được Carl Friedrich Roewer miêu tả năm 1960.